# Liste der Orte im Landkreis Kitzingen
Die Liste der Orte im Landkreis Kitzingen listet die 198 amtlich benannten Gemeindeteile (Hauptorte, Kirchdörfer, Pfarrdörfer, Dörfer, Weiler und Einöden) im Landkreis Kitzingen auf.

## Systematische Liste
Alphabet der Städte und Gemeinden mit den zugehörigen Orten.
- Der Markt Abtswind mit 2 Gemeindeteilen:
  - Hauptort Abtswind
  - Einöden Friedrichsberg

- Die Gemeinde Albertshofen mit dem gleichnamigen Pfarrdorf

- Die Gemeinde Biebelried mit 3 Gemeindeteilen:
  - Pfarrdörfer Biebelried und Westheim
  - Kirchdorf Kaltensondheim

- Die Gemeinde Buchbrunn mit dem gleichnamigen Pfarrdorf

- Die Gemeinde Castell mit 7 Gemeindeteilen:
  - Pfarrdorf Castell
  - Kirchdorf Greuth
  - Dorf Wüstenfelden
  - Weiler Trautberg
  - Einöden Forsthaus, Geiersmühle und Gründleinsmühle

- Die Stadt Dettelbach mit 13 Gemeindeteilen:
  - Hauptort Dettelbach
  - Pfarrdörfer Bibergau, Brück, Effeldorf, Euerfeld, Mainsondheim und Schernau
  - Kirchdörfer Neuses am Berg, Neusetz und Schnepfenbach
  - Dorf Dettelbach-Bahnhof
  - Weiler Neuhof
  - Einöde Sulzhof

- Der Markt Geiselwind mit 24 Gemeindeteilen:
  - Hauptort Geiselwind
  - Pfarrdorf Rehweiler
  - Kirchdörfer Ebersbrunn, Füttersee, Hohnsberg und Ilmenau
  - Dörfer Burggrub, Dürrnbuch, Gräfenneuses, Haag, Holzberndorf, Langenberg und Wasserberndorf
  - Weiler Neugrub, Röhrensee, Seeramsmühle und Sixtenberg
  - Einöden Hundsrangen, Hutzelmühle, Schleifmühle, Schnackenmühle, Theuerleinsmühle, Vogelruh und Weingartsmühle

- Der Markt Großlangheim mit 2 Gemeindeteilen:
  - Hauptort Großlangheim
  - Einöde Weidenmühle

- Die Stadt Iphofen mit 22 Gemeindeteilen:
  - Hauptort Iphofen
  - Pfarrdörfer Dornheim, Hellmitzheim, Mönchsondheim, Nenzenheim und Possenheim
  - Kirchdorf Birklingen
  - Weiler Bruckhof, Fischhof und Landthurm
  - Einöden Domherrnmühle, Dorfmühle (obere), Forsthaus, Gumpertsmühle, Herrgottsmühle, Hohlbrunnermühle, Nierenmühle, Schwarzmühle, Seehof, Untere Mühle, Vogtsmühle und Waldhof

- Die Stadt Kitzingen mit 10 Gemeindeteilen:
  - Hauptort Kitzingen
  - Stadtteile Etwashausen, Hoheim, Hohenfeld, Repperndorf, Sickershausen und Siedlung
  - Einöden Eheriedermühle (Repperndorf), Eheriedermühle (Kitzingen) und Hagenmühle

- Der Markt Kleinlangheim mit 5 Gemeindeteilen:
  - Hauptort Kleinlangheim
  - Kirchdorf Atzhausen
  - Dorf Haidt
  - Weiler Stephansberg
  - Einöde Pfundmühle

- Die Stadt Mainbernheim mit der gleichnamigen Stadt

- Die Gemeinde Mainstockheim mit dem gleichnamigen Pfarrdorf

- Der Markt Markt Einersheim mit 8 Gemeindeteilen:
  - Hauptort Markt Einersheim
  - Gut Neubauhof
  - Weiler Am Kühbuck
  - Einöden Am Wasserhäuschen, Eselsmühle, Schwarzmühle, Sekretariusmühle und Steinmühle

- Die Stadt Marktbreit mit 2 Gemeindeteilen:
  - Hauptort Marktbreit
  - Pfarrdorf Gnodstadt

- Die Stadt Marktsteft mit 3 Gemeindeteilen:
  - Hauptort Marktsteft
  - Kirchdorf Michelfeld
  - Einöde Wasenmeisterei

- Die Gemeinde Martinsheim mit 6 Gemeindeteilen:
  - Pfarrdörfer Enheim, Gnötzheim, Martinsheim und Unterickelsheim
  - Einöden Enheimermühle und Martinsheimermühle

- Die Gemeinde Nordheim am Main mit dem gleichnamigen Pfarrdorf

- Der Markt Obernbreit mit dem gleichnamigen Markt

- Die Stadt Prichsenstadt mit 18 Gemeindeteilen:
  - Hauptort Prichsenstadt
  - Pfarrdörfer Bimbach, Kirchschönbach und Stadelschwarzach
  - Kirchdörfer Altenschönbach, Brünnau, Järkendorf, Laub und Neuses am Sand
  - Dorf Neudorf
  - Einöden Erhardsmühle, Ilmbach, Lochmühle, Lohmühle, Rüdern, Schnaudersmühle, Stolzenmühle und Wiesenmühle

- Die Gemeinde Rödelsee mit 3 Gemeindeteilen:
  - Pfarrdörfer Fröhstockheim und Rödelsee
  - Einöde Schwanberg

- Der Markt Rüdenhausen mit 7 Gemeindeteilen:
  - Hauptort Rüdenhausen
  - Einöden Bodenmühle, Dinkelmühle, Eselsmühle, Fallmeisterei, Kratzermühle und Pulvermühle

- Der Markt Schwarzach am Main mit 6 Gemeindeteilen:
  - Pfarrdorf Schwarzenau
  - Kirchdörfer Düllstadt, Gerlachshausen, Hörblach und Münsterschwarzach
  - Ehemaliger Markt Stadtschwarzach

- Die Gemeinde Segnitz mit dem gleichnamigen Pfarrdorf

- Der Markt Seinsheim mit 15 Gemeindeteilen:
  - Hauptort Seinsheim
  - Pfarrdörfer Tiefenstockheim und Wässerndorf
  - Kirchdorf Iffigheim
  - Weiler Winkelhof
  - Einöden Backofenmühle, Barthsmühle, Beigelsmühle, Dorfmühle, Gehrenmühle, Lungenmühle, Nagelsmühle, Schleifmühle, Stadtmühle und Winkelhofmühle

- Die Gemeinde Sommerach mit dem gleichnamigen Pfarrdorf

- Die Gemeinde Sulzfeld am Main mit dem gleichnamigen Pfarrdorf

- Die Stadt Volkach mit 19 Gemeindeteilen:
  - Hauptort Volkach
  - Pfarrdörfer Astheim, Eichfeld, Escherndorf, Fahr, Gaibach, Krautheim, Obervolkach und Rimbach
  - Kirchdörfer Dimbach und Köhler
  - Weiler Öttershausen
  - Einöden Elgersheim, Stettenmühle, Strehlhof, Vogelsburg, Wenzelsmühle und Ziegelhütte
  - Schloss Hallburg

- Die Gemeinde Wiesenbronn mit dem gleichnamigen Pfarrdorf

- Der Markt Wiesentheid mit 10 Gemeindeteilen:
  - Hauptort Wiesentheid
  - Pfarrdorf Reupelsdorf
  - Kirchdörfer Geesdorf und Untersambach
  - Dorf Feuerbach
  - Einöden Fuchsenmühle, Obere Papiermühle, Obersambach, Untere Papiermühle und Untersambacher Mühle

- Der Markt Willanzheim mit 3 Gemeindeteilen:
  - Hauptort Willanzheim
  - Pfarrdorf Hüttenheim in Bayern
  - Ehemaliger Markt Markt Herrnsheim

## Alphabetische Liste
In Fettschrift erscheinen die Orte, die namengebend für die Gemeinde sind.

### A
- Abtswind
- Albertshofen
- Altenschönbach zu Prichsenstadt
- Am Kühbuck zu Markt Einersheim
- Am Wasserhäuschen zu Markt Einersheim
- Astheim zu Volkach
- Atzhausen zu Kleinlangheim

### B
- Backofenmühle zu Seinsheim
- Barthsmühle zu Seinsheim
- Beigelsmühle zu Seinsheim
- Bibergau zu Dettelbach
- Biebelried
- Bimbach zu Prichsenstadt
- Birklingen zu Iphofen
- Bodenmühle zu Rüdenhausen
- Brück zu Dettelbach
- Bruckhof zu Iphofen
- Brünnau zu Prichsenstadt
- Buchbrunn
- Burggrub zu Geiselwind

### C
- Castell

### D
- Dettelbach
- Dettelbach-Bahnhof zu Dettelbach
- Dimbach zu Volkach
- Dinkelmühle zu Rüdenhausen
- Domherrnmühle zu Iphofen
- Dorfmühle zu Seinsheim
- Dorfmühle (obere) zu Iphofen
- Dornheim zu Iphofen
- Düllstadt zu Schwarzach a.Main
- Dürrnbuch zu Geiselwind

### E
- Ebersbrunn zu Geiselwind
- Effeldorf zu Dettelbach
- Eheriedermühle (Kitzingen) zu Kitzingen
- Eheriedermühle (Repperndorf) zu Kitzingen
- Eichfeld zu Volkach
- Elgersheim zu Volkach
- Enheim zu Martinsheim
- Enheimermühle zu Martinsheim
- Erhardsmühle zu Prichsenstadt
- Escherndorf zu Volkach
- Eselsmühle zu Markt Einersheim
- Eselsmühle zu Rüdenhausen
- Etwashausen zu Kitzingen
- Euerfeld zu Dettelbach

### F
- Fahr zu Volkach
- Fallmeisterei zu Rüdenhausen
- Feuerbach zu Wiesentheid
- Fischhof zu Iphofen
- Forsthaus zu Castell
- Forsthaus zu Iphofen
- Friedrichsberg zu Abtswind
- Fröhstockheim zu Rödelsee
- Fuchsenmühle zu Wiesentheid
- Füttersee zu Geiselwind

### G
- Gaibach zu Volkach
- Geesdorf zu Wiesentheid
- Gehrenmühle zu Seinsheim
- Geiersmühle zu Castell
- Geiselwind
- Gerlachshausen zu Schwarzach a.Main
- Gnodstadt zu Marktbreit
- Gnötzheim zu Martinsheim
- Gräfenneuses zu Geiselwind
- Greuth zu Castell
- Großlangheim
- Gründleinsmühle zu Castell
- Gumpertsmühle zu Iphofen

### H
- Haag zu Geiselwind
- Hagenmühle zu Kitzingen
- Haidt zu Kleinlangheim
- Hallburg zu Volkach
- Hellmitzheim zu Iphofen
- Herrgottsmühle zu Iphofen
- Hoheim zu Kitzingen
- Hohenfeld zu Kitzingen
- Hohlbrunnermühle zu Iphofen
- Hohnsberg zu Geiselwind
- Holzberndorf zu Geiselwind
- Hörblach zu Schwarzach a.Main
- Hundsrangen zu Geiselwind
- Hüttenheim in Bayern zu Willanzheim
- Hutzelmühle zu Geiselwind

### I
- Iffigheim zu Seinsheim
- Ilmbach zu Prichsenstadt
- Ilmenau zu Geiselwind
- Iphofen

### J
- Järkendorf zu Prichsenstadt

### K
- Kaltensondheim zu Biebelried
- Kirchschönbach zu Prichsenstadt
- Kitzingen
- Kleinlangheim
- Köhler zu Volkach
- Kratzermühle zu Rüdenhausen
- Krautheim zu Volkach

### L
- Landthurm zu Iphofen
- Langenberg zu Geiselwind
- Laub zu Prichsenstadt
- Lochmühle zu Prichsenstadt
- Lohmühle zu Prichsenstadt
- Lungenmühle zu Seinsheim

### M
- Mainbernheim
- Mainsondheim zu Dettelbach
- Mainstockheim
- Markt Einersheim
- Markt Herrnsheim zu Willanzheim
- Marktbreit
- Marktsteft
- Martinsheim
- Martinsheimermühle zu Martinsheim
- Michelfeld zu Marktsteft
- Mönchsondheim zu Iphofen
- Münsterschwarzach zu Schwarzach a.Main

### N
- Nagelsmühle zu Seinsheim
- Nenzenheim zu Iphofen
- Neubauhof zu Markt Einersheim
- Neudorf zu Prichsenstadt
- Neugrub zu Geiselwind
- Neuhof zu Dettelbach
- Neuses am Berg zu Dettelbach
- Neuses am Sand zu Prichsenstadt
- Neusetz zu Dettelbach
- Nierenmühle zu Iphofen
- Nordheim am Main

### O
- Obere Papiermühle zu Wiesentheid
- Obernbreit
- Obersambach zu Wiesentheid
- Obervolkach zu Volkach
- Öttershausen zu Volkach

### P
- Pfundmühle zu Kleinlangheim
- Possenheim zu Iphofen
- Prichsenstadt
- Pulvermühle zu Rüdenhausen

### R
- Rehweiler zu Geiselwind
- Repperndorf zu Kitzingen
- Reupelsdorf zu Wiesentheid
- Rimbach zu Volkach
- Rödelsee
- Röhrensee zu Geiselwind
- Rüdenhausen
- Rüdern zu Prichsenstadt

### S
- Schernau zu Dettelbach
- Schleifmühle zu Geiselwind
- Schleifmühle zu Seinsheim
- Schnackenmühle zu Geiselwind
- Schnaudersmühle zu Prichsenstadt
- Schnepfenbach zu Dettelbach
- Schwanberg zu Rödelsee
- Schwarzenau zu Schwarzach a.Main
- Schwarzmühle zu Iphofen
- Schwarzmühle zu Markt Einersheim
- Seehof zu Iphofen
- Seeramsmühle zu Geiselwind
- Segnitz
- Seinsheim
- Sekretariusmühle zu Markt Einersheim
- Sickershausen zu Kitzingen
- Siedlung zu Kitzingen
- Sixtenberg zu Geiselwind
- Sommerach
- Stadelschwarzach zu Prichsenstadt
- Stadtmühle zu Seinsheim
- Stadtschwarzach zu Schwarzach a.Main
- Steinmühle zu Markt Einersheim
- Stephansberg zu Kleinlangheim
- Stettenmühle zu Volkach
- Stolzenmühle zu Prichsenstadt
- Strehlhof zu Volkach
- Sulzfeld am Main
- Sulzhof zu Dettelbach

### T
- Theuerleinsmühle zu Geiselwind
- Tiefenstockheim zu Seinsheim
- Trautberg zu Castell

### U
- Untere Mühle zu Iphofen
- Untere Papiermühle zu Wiesentheid
- Unterickelsheim zu Martinsheim
- Untersambach zu Wiesentheid
- Untersambacher Mühle zu Wiesentheid

### V
- Vogelruh zu Geiselwind
- Vogelsburg zu Volkach
- Vogtsmühle zu Iphofen
- Volkach

### W
- Waldhof zu Iphofen
- Wasenmeisterei zu Marktsteft
- Wasserberndorf zu Geiselwind
- Wässerndorf zu Seinsheim
- Weidenmühle zu Großlangheim
- Weingartsmühle zu Geiselwind
- Wenzelsmühle zu Volkach
- Westheim zu Biebelried
- Wiesenbronn
- Wiesenmühle zu Prichsenstadt
- Wiesentheid
- Willanzheim
- Winkelhof zu Seinsheim
- Winkelhofmühle zu Seinsheim
- Wüstenfelden zu Castell

### Z
- Ziegelhütte zu Volkach

| ↑ Zurück zum Inhaltsverzeichnis |